# Bleheratherina pierucciae
Bleheratherina pierucciae е вид лъчеперка от семейство Atherinidae.

## Разпространение
Видът е разпространен в Нова Каледония.

## Описание
На дължина достигат до 4,7 cm.